# Pestrokrovečníkovití
Pestrokrovečníkovití (Cleridae) jsou čeleď brouků z nadčeledi Cleroidea.

## Podčeledi
- Clerinae
- Enopliinae
- Epiphloeinae
- Hydnocerinae
- Korynetinae
- Tarsosteninae
- Tillinae